# Vicente Ventosa y Martínez de Velasco
Vicente Ventosa Martínez de Velasco (Briviesca, 1837 - Madrid, 14 de noviembre de 1919) fue un astrónomo español. 

## Biografía
Fue director del Observatorio Astronómico de Madrid. En 1868 empezó a observar las manchas solares, enviando los resultados al Observatorio de Zúrich desde 1876. También observó las órbitas de Neptuno y Plutón.
Inventó un anemómetro integrador, un elipsógrafo y un método para determinar la velocidad del viento en las capas superiores de la atmósfera mediante la observación de las ondulaciones aparentes del borde de los astros. Amplió el método de Gräffe para la resolución de las ecuaciones numéricas. En 1897 fue nombrado académico de la Real Academia de Ciencias Exactas, Físicas y Naturales, tomando posesión en 1905 con el discurso Exposición de los conocimientos adquiridos sobre los movimientos estelares . 

## Obras
- Método para determinar la dirección del viento por las ondulaciones del borde de los astros... (1890)